# Konstantin Merz
Konstantin Merz (* 7. April 1856 in Vöhrenbach; † 10. September 1915 in Furtwangen) war ein praktischer Arzt und Mitglied des Reichstags des Deutschen Kaiserreichs.

## Leben
Merz studierte Medizin in Freiburg, Würzburg und Berlin. Ab 1885 war er als praktischer Arzt in Furtwangen tätig, wo er auch zum Ehrenbürger ernannt wurde.
Am 11. Februar 1897 gewann er als Kandidat der Nationalliberalen Partei eine Ersatzwahl im Reichstagswahlkreis Baden 2 (Donaueschingen, Villingen). Merz gewann die Wahl mit einem Vorsprung von lediglich elf Stimmen, sodass die Wahl angefochten und am 2. Mai 1898 vom Reichstag ungültig erklärt wurde.